# Piero Veratti
Piero Veratti (fl. XX secolo) è stato un calciatore italiano, di ruolo centrocampista.

## Carriera
Con la maglia del Padova gioca in Serie C e Serie B ottenendo tra i cadetti 46 presenze.